# Dinucléotide CpG
Pour les articles homonymes, voir CPG.

Îlot CpG (à gauche) montrant une concentration dix fois plus élevée en dinucléotides CpG (en jaune) par rapport à une séquence typique du génome (à droite) où on les trouve tous les cent nucléotides environ.
L'îlot CpG représenté ici est un promoteur, dont le codon d'initiation — ' — est souligné en rouge.

Un dinucléotide CpG, parfois appelé site CpG en référence à l'anglais CpG site, est un segment d'ADN de deux nucléotides dont la séquence de bases nucléiques est CG. La notation « CpG » est une abréviation de cytosine–phosphate–guanine destinée à être clairement distinguée de la notation « CG » qui peut également désigner une paire de bases sur deux brins d'ADN distincts et non la séquence d'un brin d'ADN donné. Dans les génomes, les dinucléotides CpG ont une distribution différente de celle d'autres dinucléotides comme GpC, ApT ou TpA, car ils définissent des îlots CpG dans lesquels leur concentration est bien plus élevée et qui jouent un rôle dans la régulation de l'expression génétique.
Les résidus de cytosine des dinucléotides CpG peuvent être méthylés en 5-méthylcytosine. Chez les mammifères, la méthylation de la cytosine d'un gène peut inactiver ce dernier dans le cadre d'un mécanisme plus général relevant de l'épigénétique ; les enzymes qui procèdent à la méthylation de l'ADN sont des ADN méthyltransférases. De 70 % à 80 % des résidus de cytosine des dinucléotides CpG sont méthylés chez les mammifères.
Les dinucléotides CpG non méthylés peuvent être détectés par les récepteurs de type Toll  TLR9 des cellules dendritiques plasmacytoïdes, des monocytes, des lymphocytes NK et des lymphocytes B chez l'homme. Ceci permet de détecter la présence intracellulaire d'ADN d'agents infectieux tels que virus, mycètes ou bactéries.
On a observé depuis longtemps que l'occurrence des dinucléotides CpG dans le génome des vertébrés est sensiblement inférieure à celle qu'on s'attendrait statistiquement à trouver. Ainsi, dans un génome ayant un taux de GC de 42 %, la probabilité de la séquence CG sur un brin d'ADN donné vaut (0,42 / 2)2 = 0,0441 = 4,41 %, à comparer la fréquence du dinucléotide CpG dans le génome humain, qui n'est que de 1 %. Une explication de cette anomalie statistique a été proposée en 1967 par la désamination spontanée de la 5-méthylcytosine en thymine sous l'effet de la méthylation de la cytosine des dinucléotides CpG tendant à convertir progressivement ces derniers en dinucléotides TpG.